# Sassenheim
Sassenheim è una località dei Paesi Bassi situata nel comune di Teylingen, nella provincia dell'Olanda meridionale, situata ai margini della zona dei laghi noti come Kagerplassen.
Nel gennaio 2006 il comune autonomo è divenuto parte del nuovo comune di Teylingen insieme a Voorhout e Warmond.